# Chincholi (B), Aland
Chincholi (B) là một làng thuộc tehsil Aland, huyện Gulbarga, bang Karnataka, Ấn Độ.